# Преслав (компания)
„Преслав“ АД е завод във Велики Преслав, България и едноименна марка камиони и автобуси, произвеждани в него през периода 1980 – 2000 г.

## История
През април 1980 г. на страниците на българските специализирани издания дебютира поредният български прототип, този път на ефектен, масивен и високопроходим автомобил.
Всъдеходът е проектиран и изработен в Завода за автомобилни надстройки „Преслав“ във Велики Преслав. Отличава се с това, че всички негови възли и агрегати са произведени в България. Създаден е под ръководството на директора на завода инж. Родин Русев със съдействието на завод „Мадара“, Шумен, завода за двигатели „ВАМО“, Варна и още няколко български фирми.
В концепцията на „Преслав“ 4Х4 е заложена почти неизчерпаема универсалност, тъй като той може да бъде експлоатиран в много направления поради техническата пригодност за снабдяване с лебедка, плуг, фреза, водна помпа, моторен трион за рязане на дърва и т.н., както и заради способността му да тегли две 5-тонни ремаркета.
През април 1998 г. тритонният образец с височина 3 метра преминава серия от тестове, включително изминаване на повече от 4000 км по всякакви пътища или извън тях. Скоро след това той е докаран в София и предоставен за изпитания на експерти от „Технотест“ ООД и журналисти от в-к „Авто Труд“, които публикуват някои от техническите характеристики на модела: тракторният двигател „ДТ 3900“ е дело на „ВАМО“ и е снабден с разпределителна кутия и демултипликатор, който осигурява блокаж на задния мост и допринася за добрата високопроходимост. Предавките са 10, от които 5 – бавни. Максималната скорост е 115 км/ч., при мощност 105 к.с., а разходът на гориво е 12 литра нафта на 100 км. Стъклопластовата каросерия е изработена от специализирания завод в гр. Мичурин.
През 1998 г. „Преслав“ 4Х4 е показан и на автомобилния салон в София, където се радва на заслужено внимание, не само заради атрактивния си външен вид, но и заради доста приемливата прогнозна цена от $10 000. Този проект обаче не среща нужния интерес от страна на потенциалните инвеститори и се превръща в поредната добра идея, която потъва в дебрите на необятната откъм идеи и ентусиазъм автомобилна история на България.